# Викерс F.B.26
Викерс F.B.26 (енгл. Vickers F.B.26 Vampire) је британски ловачки авион. Авион је први пут полетео 1917. године. 

Направљена су само четири примерка, због слабих летних особина и недостатка мотора.
Највећа брзина авиона при хоризонталном лету је износила 195 km/h.
Распон крила авиона је био 9,63 метара, а дужина трупа 7,14 метара. Празан авион је имао масу од 667 килограма. Нормална полетна маса износила је око 921 килограма. Био је наоружан са два предња митраљеза калибра 7,7 милиметара и једним Луис (Lewis) позади.

## Наоружање
| Наоружање авиона: Викерс       |       |
| Ватрено (стрељачко) наоружање  |       |
| Топ                            |       |
| Митраљез                       |       |
| Број и ознака митраљеза        | 2 + 1 |
| Калибар                        | 7,7   |
| Бомбардерско наоружање (бомбе) |       |
| Ракетно наоружање (ракете)     |       |